# Grand Prix moto de Bade-Wurtemberg 1986
Le Grand Prix moto de Bade-Wurtemberg 1986 est la douzième manche du championnat du monde de vitesse moto 1986. La compétition s'est déroulée du 26 au 28 septembre en sport 1986 sur le circuit d'Hockenheim à Hockenheim dans l'État allemand de Bade-Wurtemberg.
C'est la 1re et unique édition du Grand Prix moto de Bade-Wurtemberg.
Ce Grand Prix additionnel au calendrier est réservé aux catégories 80 cm3, 125 cm3 et side-car en compensation du Grand Prix d'Afrique du Sud supprimé à cause de leur politique d'apartheid.

## Résultats des 125 cm³
| Pos | Pilote             | Moto    | Temps           | Points |
| --- | ------------------ | ------- | --------------- | ------ |
| 1   | Fausto Gresini     | Garelli | 33 min 46 s 460 | 15     |
| 2   | Luca Cadalora      | Garelli | +0 s 83         | 12     |
| 3   | August Auinger     | MBA     | +1 s 06         | 10     |
| 4   | Ezio Gianola       | MBA     | +1 s 26         | 8      |
| 5   | Bruno Kneubühler   | MBA     | +2 s 23         | 6      |
| 6   | Domenico Brigaglia | Ducados | +31 s 99        | 5      |
| 7   | Paolo Casoli       | MBA     | +47 s 46        | 4      |
| 8   | Oliver Liégeois    | Assmex  | +52 s 85        | 3      |
| 9   | Johnny Wickström   | Tunturi | +53 s 07        | 2      |
| 10  | Adolf Stadler      | MBA     | +53 s 39        | 1      |
| 11  | ...                | ...     | + ?             |        |

## Résultats des 80 cm³
| Pos | Pilote             | Moto            | Temps | Points |
| --- | ------------------ | --------------- | ----- | ------ |
| 1   | Gerhard Waibel     | Real-Krauser    | ?     | 15     |
| 2   | Stefan Dörflinger  | Krauser         | + ?   | 12     |
| 3   | Hans Spaan         | HuVo-Casal (en) | + ?   | 10     |
| 4   | Manuel Herreros    | Derbi           | + ?   | 8      |
| 5   | Wilco Zeelenberg   | Casal (en)      | + ?   | 6      |
| 6   | Hubert Abold       | Krauser         | + ?   | 5      |
| 7   | Rainer Scheidhauer | Seel            | + ?   | 4      |
| 8   | Alfred Waibel      | Krauser         | + ?   | 3      |
| 9   | Henk van Kessel    | Krauser         | + ?   | 2      |
| 10  | Theo Timmer        | HuVo-Casal (en) | + ?   | 1      |
| 11  | ...                | ...             | + ?   |        |

## Résultats des side-cars
| Pos | Pilote          | Passager           | Moto          | Temps | Points |
| --- | --------------- | ------------------ | ------------- | ----- | ------ |
| 1   | Egbert Streuer  | Bernard Schnieders | LCR-Yamaha    | ?     | 15     |
| 2   | Rolf Biland     | Kurt Waltisperg    | LCR-Krauser   | + ?   | 12     |
| 3   | Steve Webster   | Tony Hewitt        | LCR-Yamaha    | + ?   | 10     |
| 4   | Alfred Zurbrügg | Martin Zurbrügg    | LCR-Yamaha    | + ?   | 8      |
| 5   | Alain Michel    | Jean-Marc Fresc    | LCR-Yamaha    | + ?   | 6      |
| 6   | Masato Kumano   | Helmut Diehl       | LCR-Yamaha    | + ?   | 5      |
| 7   | Steve Abbott    | Shaun Smith        | Windle-Yamaha | + ?   | 4      |
| 8   | Frank Wrathall  | Kerry Chapman      | LCR-Yamaha    | + ?   | 3      |
| 9   | Markus Egloff   | Urs Egloff         | LCR-Yamaha    | + ?   | 2      |
| 10  | Derek Bailey    | Brian Nixon        | LCR-Yamaha    | + ?   | 1      |
| 11  | ...             | ...                | ...           | + ?   |        |